# Champions Bowl
Il Champions Bowl è la massima competizione europea di flag football per squadre di club giocata dal 2007 (ad eccezione delle stagioni 2012, 2013 e 2014). Occasionalmente vi hanno partecipato squadre di club giapponesi (i Green Glasses Tokyo nel 2007 e i Nakano Bagus nel 2009) o rappresentative nazionali (quella italiana col nome "Barbarians" in due occasioni e quella messicana nel 2011 quando il torneo è stato disputato a Cancún).

## Torneo maschile

### Team partecipanti
In grassetto i team che partecipano alla stagione in corso (o all'ultima stagione).
| Team                      | Numero Partecipazioni | Miglior piazzamento Stagione regolare | Titoli vinti |
| ------------------------- | --------------------- | ------------------------------------- | ------------ |
| 65ers Arona               | 2                     |                                       | 0            |
| Aarhus Warthogs           | 1                     | 3° 2008                               | 0            |
| Allerød Armadillos        | 1                     |                                       | 0            |
| Avedøre Mammoths          | 3                     | 1° 2008 2009                          | 2            |
| Banditi Ferrara           | 3                     | 7° 2007 2008                          | 0            |
| Bulldogs de Saint-Cergues | 1                     |                                       | 0            |
| Cleavers Cavriago         | 2                     | 3° 2007                               | 0            |
| Copenhagen Barbarians     | 1                     |                                       | 0            |
| Copenhagen Fusion         | 1                     |                                       | 0            |
| Craigavon Cowboys         | 1                     |                                       | 0            |
| Gold Hunters Roma         | 1                     | 5° 2008                               | 0            |
| Green Glasses Tokyo       | 1                     | 5° 2007                               | 0            |
| Grizzlies Roma            | 1                     |                                       | 0            |
| Italia (Barbarians)       | 2                     | 4° 2009                               | 0            |
| Kelkheim Lizzards         | 3                     | 6° 2009                               | 0            |
| Ljubljana Silverhawks     | 1                     | 10° 2007                              | 0            |
| London Rebels             | 1                     |                                       | 0            |
| Marines Lazio             | 1                     |                                       | 1            |
| Messico                   | 1                     |                                       | 0            |
| Mildenhall Mayhem         | 1                     | 2° 2007                               | 1            |
| Nakano Bagus              | 1                     | 7° 2009                               | 0            |
| Schwyz Rocks              | 1                     | 11° 2007                              | 0            |
| Sphinx de Pau             | 1                     |                                       | 0            |
| SSI Sharks                | 3                     | 1° 2007                               | 1            |
| Styrian Studs             | 5                     | 1° 2015                               | 1            |
| Vienna Constables         | 2                     | 5° 2009                               | 0            |
| Walldorf Wanderers        | 3                     | 6° 2007 2008                          | 0            |
| Winterthur Red Lions      | 1                     |                                       | 0            |

N.B.: Presenze aggiornate all'edizione 2010 (più l'edizione 2016), risultati stagione regolare aggiornati all'edizione 2009.

### Finali disputate
| Date                       | Luogo          | Edizione | Squadra vincitrice    | Punteggio | Squadra finalista  |
| -------------------------- | -------------- | -------- | --------------------- | --------- | ------------------ |
| 2007                       | Ferrara        | I        | Mildenhall Mayhem     | 27-19     | SSI Sharks         |
| 2008                       | Helsingør      | II       | Avedøre Mammoths      | 28-6      | SSI Sharks         |
| 2009                       | Wolfsberg      | III      | Avedøre Mammoths      | 27-13     | SSI Sharks         |
| 9-11 luglio 2010           | Roma           | IV       | SSI Sharks            | ?-?       | Styrian Studs      |
| 30 aprile - 1º maggio 2011 | Cancún         | V        | Marines Lazio         | 35-13     | Messico            |
| 2012 - 2014                | Non disputato  |          |                       |           |                    |
| 2015                       | Walldorf       | VI       | Styrian Studs         | 52-41     | Allerød Armadillos |
| 18-19 giugno 2016          | Copenaghen     | VII      | Sphinx de Pau         | 51-48     | Copenhagen Fusion  |
| 24-25 giugno 2017          | Klosterneuburg | VIII     | Søllerød Gold Diggers | 38-19     | Allerød Armadillos |

## Ladies Champions Bowl
A partire dal 2017 si gioca anche il torneo femminile, in date e località differenti da quello maschile

### Team partecipanti
In grassetto i team che partecipano alla stagione in corso (o all'ultima stagione).
| Team                     | Numero Partecipazioni | Miglior piazzamento Stagione regolare | Titoli vinti |
| ------------------------ | --------------------- | ------------------------------------- | ------------ |
| Domžale Tigers           | 1                     |                                       | 0            |
| Flag Furies              | 1                     |                                       | 0            |
| Pink Elephants Catania   | 1                     |                                       | 0            |
| Ranzide Trieste          | 1                     |                                       | 0            |
| Redlips Molosses         | 1                     | 1° 2017                               | 1            |
| Team Valkyrie            | 1                     |                                       | 0            |
| Vienna Constables Ladies | 1                     | 5° 2017                               | 0            |
| Walldorf Wanderers       | 1                     | 6° 2017                               | 0            |

### Finali disputate
| Date              | Luogo    | Edizione | Squadra vincitrice | Punteggio | Squadra finalista        |
| ----------------- | -------- | -------- | ------------------ | --------- | ------------------------ |
| 15-16 luglio 2017 | Walldorf | I        | Redlips Molosses   | 32-13     | Vienna Constables Ladies |